# خوزه مانوئل الکانیس
خوزه مانوئل الکانیس (انگلیسی: José Manuel Alcañiz؛ زادهٔ ۱۲ ژوئیهٔ ۱۹۹۰) بازیکن فوتبال اهل اسپانیا است.
از باشگاه‌هایی که در آن بازی کرده‌است می‌توان به باشگاه فوتبال سابادل، باشگاه فوتبال کامپوستلا، باشگاه فوتبال رایو وایکانو، و باشگاه فوتبال فوئنلابرادا اشاره کرد.